# 手抄报
手抄报，是一种可以传阅、观赏性很强、也可张贴的报纸的另一种表现的形式。在学校里，尤其是小学，是校本课程的一种很好的活动形式。学生们一般用水彩笔和蜡笔制作手抄报。和黑板报一样，手抄报也是一种群众性的宣传工具。在中国大陆，手抄报也是一种作业形式，常在大小长假布置。